# Hendrik Adamson
Hendrik Adamson (6. října/24. září jul. 1891 Kärstna – 7. března 1946 Tuhalaane, Estonsko) byl esperantsky píšící estonský spisovatel a učitel. Jeho hlavním dílem je román Aŭli (Auli), o životě malého chlapce. Mezi jeho básnická díla patří sbírka Vesperkanto (Večerní píseň). Mnoho jeho básní vyšlo na stranách revue Literatura Mondo a v antologii 12 esperantských básníků Dekdu poetoj.